# السد يهات (العبر)

'

تعديل مصدري - تعديل

السد يهات هي إحدى قرى عزلة العبر بمديرية العبر التابعة لمحافظة حضرموت، بلغ تعداد سكانها 69 نسمة حسب تعداد اليمن لعام 2004.